# 233

233(이백삼십삼)은 232보다 크고 234보다 작은 자연수다.

## 수학
- 51번째 소수(素數)다. 앞의 소수는 229, 다음 소수는 239다.
  - 16번째 소피 제르맹 소수로, {\displaystyle 233\times 2+1}의 값인 467도 소수(안전 소수)다. 앞의 소피 제르맹 소수는 191, 다음은 239다.
  - 베르누이 수의 분자 {\displaystyle B_{84}}를 나눌 수 있는 비정규 소수다.
- 13번째 피보나치 수다. 앞의 피보나치 수는 144, 다음은 377이다.
- 피타고라스 삼조의 빗변의 길이이다. ({\displaystyle 105^{2}+208^{2}=233^{2}})[a]
- {\displaystyle 233=8^{2}+13^{2}}
  - 서로 다른 두 자연수의 제곱합으로 나타낼 수 있는 수다.
- {\displaystyle 89^{4}-1}은 233으로 나누어떨어진다.

## 과학
- NGC 233: 안드로메다자리 방향에 있는 타원은하.

## 교통

### 철도
- 동일본 여객철도 E233계 전동차
- 서울 지하철 2호선 대림역의 역번호.
- 부산 도시철도 2호선 덕천역의 역번호.
- 대구 도시철도 2호선 범어역의 역번호.

### 도로
- 일본 233번 국도(일본어판): 홋카이도 아사히카와시에서 루모이시까지 이어지는 일본의 국도.
- 현도 제233호선

## 문화유산
- 대한민국의 국보 제233호: 산청 석남암사지 석조비로자나불좌상, 납석사리호
- 대한민국의 보물 제233호: 부여 무량사 석등
- 대한민국의 사적 제233호: 남해 충렬사

## 방송
- 지니 TV의 BTN 불교TV 채널 번호.
- B tv의 생활체육TV 채널 번호.
- U+ TV의 영국 음악 방송인 Stingray CMusic 채널 번호.
- LG헬로비전의 EBS English 채널 번호.
- B tv 케이블의 미국 경제 방송인 CNBC 채널 번호.

## 기타
- 연도: 233년, 기원전 233년
- 제233대 교황은 바오로 5세다.
- 성경의 중앙에 위치한 다섯 개의 장인 ‘시편 116편, 시편 117편, 시편 118편, 시편 119편, 시편 120편’의 구절 수를 모두 합한 값이다. (19 + 2 + 29 + 176 + 7 = 233)